# Cálculo estocástico

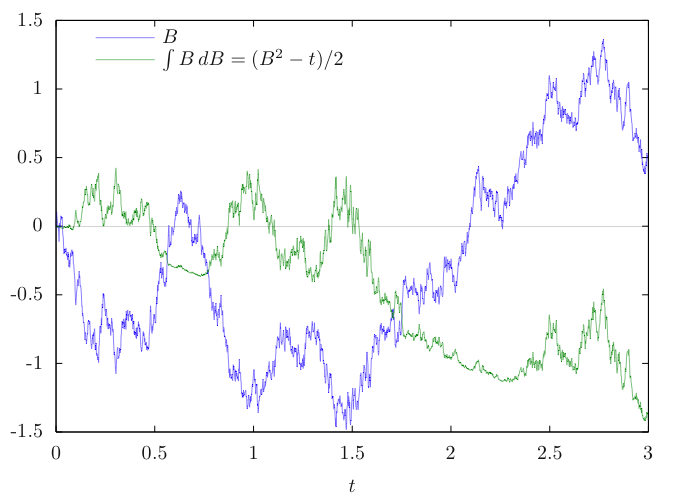
Um gráfico de um caminho de amostra de um processo de Wiener, ou movimento browniano, B, junto com sua integral de Itō em relação a si mesmo. A integração por partes ou o lema de Itō mostra que a integral é igual a (B2 - t)/2.

Cálculo estocástico é um ramo da matemática que opera sobre processo estocásticos. Permite uma teoria coerente de integração a ser definida para integrais de processos estocásticos em relação a processos estocásticos. É usado para modelar sistemas que comportam-se aleatoriamente, mas com uma lei de probabilidade.
O processo estocástico mais conhecido ao qual é aplicado cálculo estocástico é o processo de Wiener (nomeado em homenagem a Norbert Wiener). Tal qual descrito por Louis Bachelier em 1900 e por Albert Einstein em 1905, o processo é utilizado para a modelagem de movimento browniano outros processos de difusão de partículas sujeitas a forças aleatórias. Desde os anos 70, os processos de Wiener vêm sendo amplamente aplicados em matemática financeira e economia para modelagem, por exemplo, de valores de ações na bolsa de valores.
O cálculo estocástico tem duas bases fundamentais: o cálculo de Itō e o cálculo de variações de Malliavin. Por razões técnicas, a integral de Itō é a ferramenta mais poderosa para os processos estocásticos no geral, porém a integral de Stratonovich é frequentemente usada na formulação dos problemas (em particular na área de engenharia). A integral de Stratonovich pode ser expressa em função da integral de Itō. A principal vantagem da integral de Stratonovich é que ela obedece a regra da cadeia usual e portanto não depende do lema de Itō. Isso permite que problemas sejam expressos numa forma invariante a sistema de coordenadas, o que é extremamente desejável quando se estuda cálculo estocástico em variedades que não estão no Rn. O teorema da convergência dominada não se aplica à integral de Stratonovich, e portanto é muito difícil demonstrar resultados sem que a mesma seja re-expressa na forma de Itō.

## Aplicações
Uma aplicação muito importante de cálculo estocástico é em finança quantitativa, em qual os preços de ativos são frequentemente assumidos como seguindo movimento Browniano geométrico, formalizado em equações estocástica seguindo o modelo de Black-Scholes.